# الما بارسامیان
آلما سورنی بارسامیان (ارمنی: Էլմա Սուրենի Պարսամյան؛  زادهٔ ۲۳ دسامبر ۱۹۲۹) اخترفیزیک‌شناس و استاد اهل ارمنستان است.

## زندگی‌نامه
وی در ۲۳ دسامبر ۱۹۲۹ در ایروان به دنیا آمد و از دانشگاه دولتی ایروان (۱۹۵۴) فارغ‌التحصیل گشت. وی خواهر آلبرت بارسامیان بود. وی عضو مکاتبه‌ای فرهنگستان ملی علوم ارمنستان، اتحادیه بین‌المللی اخترشناسی (۱۹۷۶) و انجمن اخترشناسی اروپایی (۱۹۹۰) و آکادمی علوم نیویورک (۱۹۹۵) است. وی همچنین برندهٔ جوایزی همچون نشان آنانیا شیراکاتسی (۲۰۰۳) شده است.

## یادداشت
1. ↑  ֆիզիկամաթեմատիկական գիտությունների դոկտոր